# Kaplanka

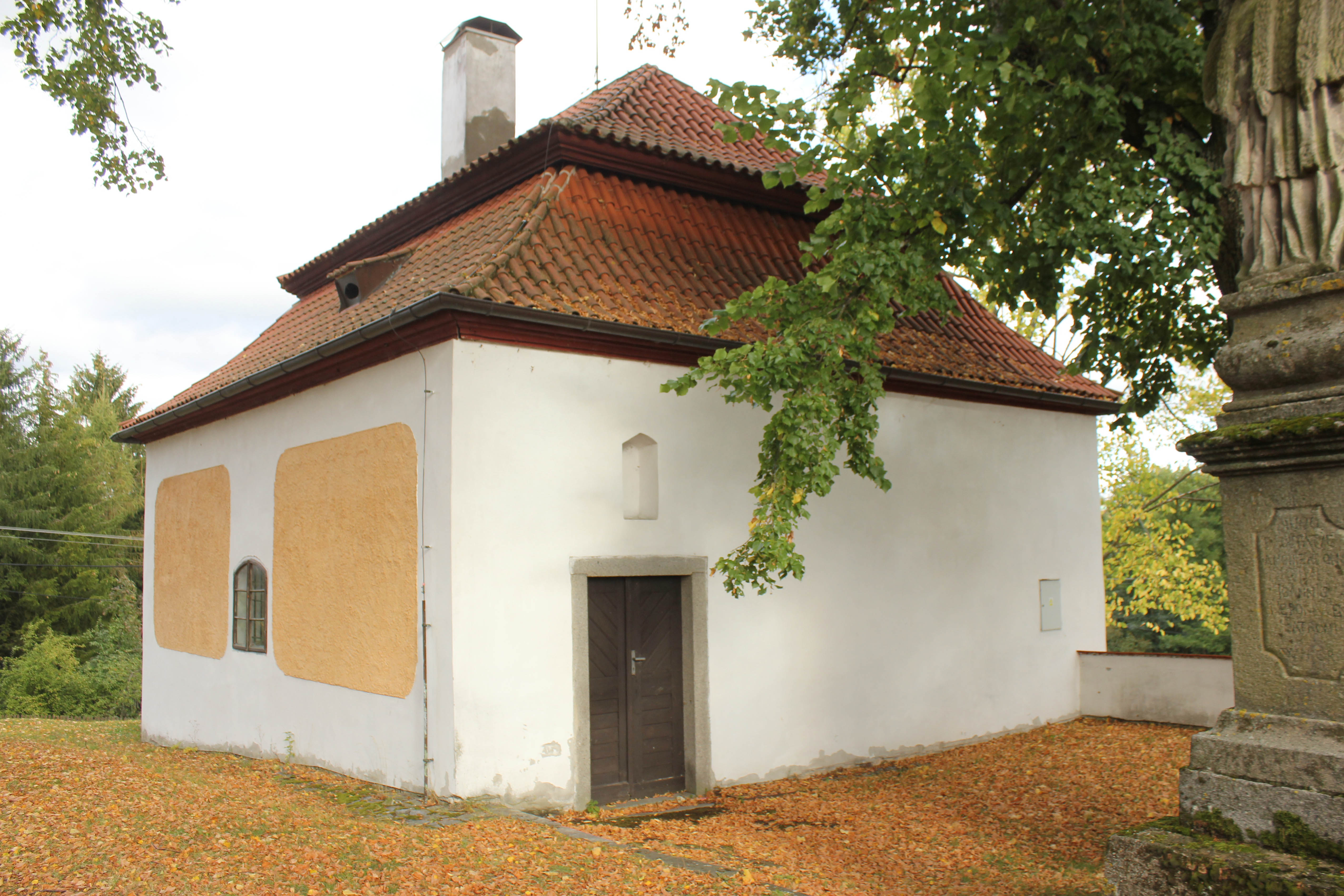
Kaplanka ve Starém Rožmitále

Kaplanka nebo řidčeji kaplánka je obydlí určené pro ubytování kaplana, tedy současnou terminologií farního vikáře. Zpravidla se jednalo pouze o místnost na faře, pouze zřídka (zejména v bohatších farnostech) o samostatnou budovu – například v Polné, v Červené Řečici, Lounech, Netíně nebo ve Sloupu.